# Église d'El Mehrine
L'église d'El Mehrine, située dans le hameau d'El Mehrine près de la ville d'El Batan en Tunisie, est une église catholique construite en 1929 pendant le protectorat français. Cédée au gouvernement tunisien en 1964, elle est actuellement en ruines.

## Historique de l'église
L'installation de colons français dans cette région agricole au début du protectorat justifie la création du hameau d'El Mehrine. Malgré sa petite taille, celui-ci est bientôt érigé en paroisse disposant d'un curé qui y réside en permanence jusqu'à la création de la paroisse de Tebourba en 1901. El Mehrine en devient une annexe dépendant de la visite de son curé pour y dire des messes.
À la fin des années 1920, il est décidé d'y bâtir un lieu de culte permanent. Un terrain de 16,19 ares est vendu par l'État à l'archevêché de Carthage par le biais de la société civile La Tunisienne pour 30 000 francs. Ne disposant pas de personnalité civile, l'archevêché avait créé cette société en 1893 pour administrer ses biens.
L'église est construite en 1929. De style néo-roman comme la majorité des églises tunisiennes, elle est constituée d'une nef unique sans transept dont l'accès se fait par un clocher-porche.
L'indépendance du pays en 1956 et la nationalisation des terres européennes le 12 mai 1964 provoquent le départ de nombreux Européens vers la France et l'Italie. Le modus vivendi signé entre le gouvernement tunisien et le Vatican le 10 juillet 1964 prend acte de cette disparition de la communauté chrétienne d'El Mehrine. Son église est cédée au gouvernement tunisien avec l'assurance qu'elle ne sera utilisée qu'à des fins d'intérêt public compatibles avec son ancienne destination.
Elle est actuellement en ruines. Le 22 janvier 2024, un arrêté en fait un monument classé.

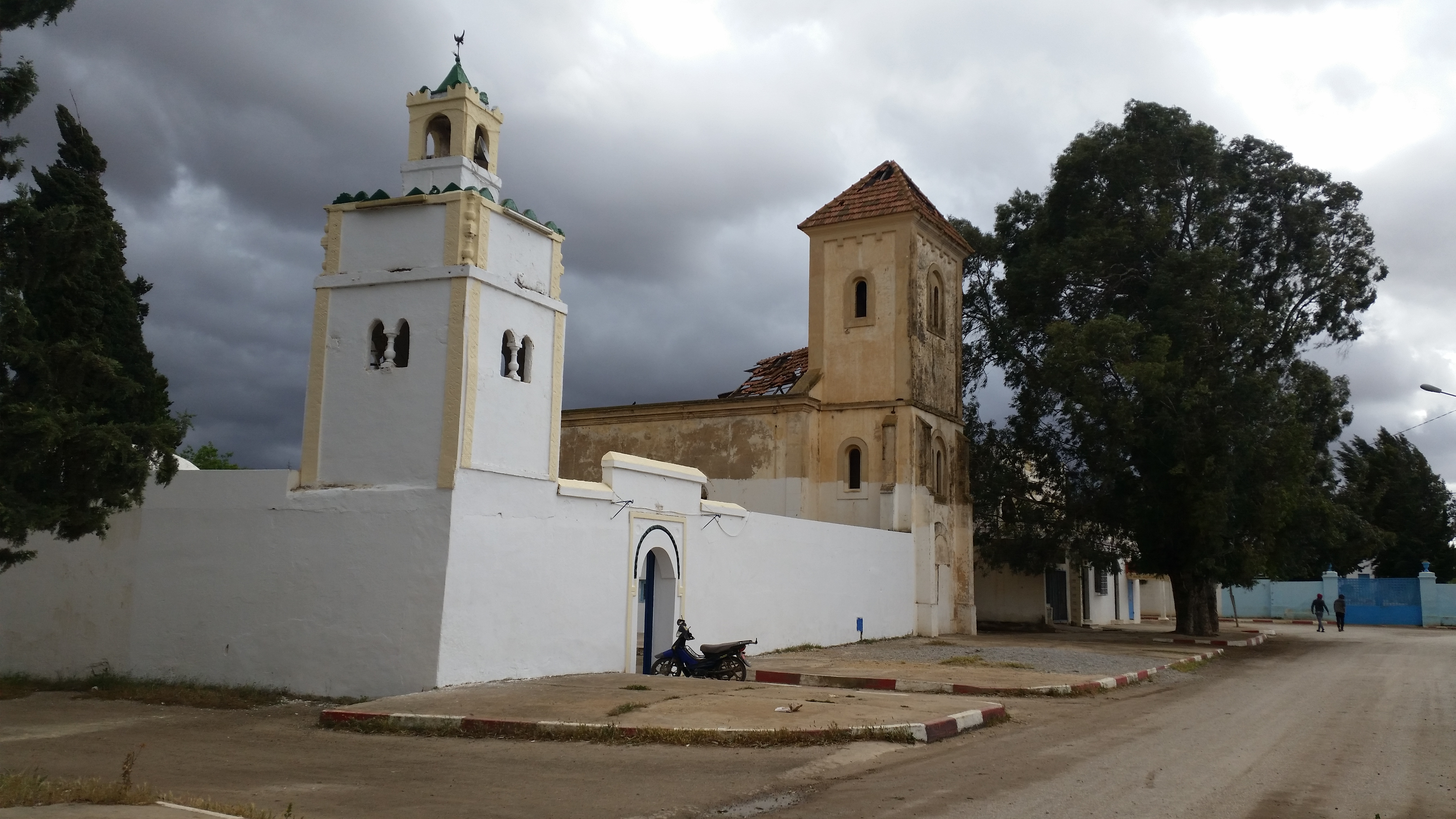
Vue générale.
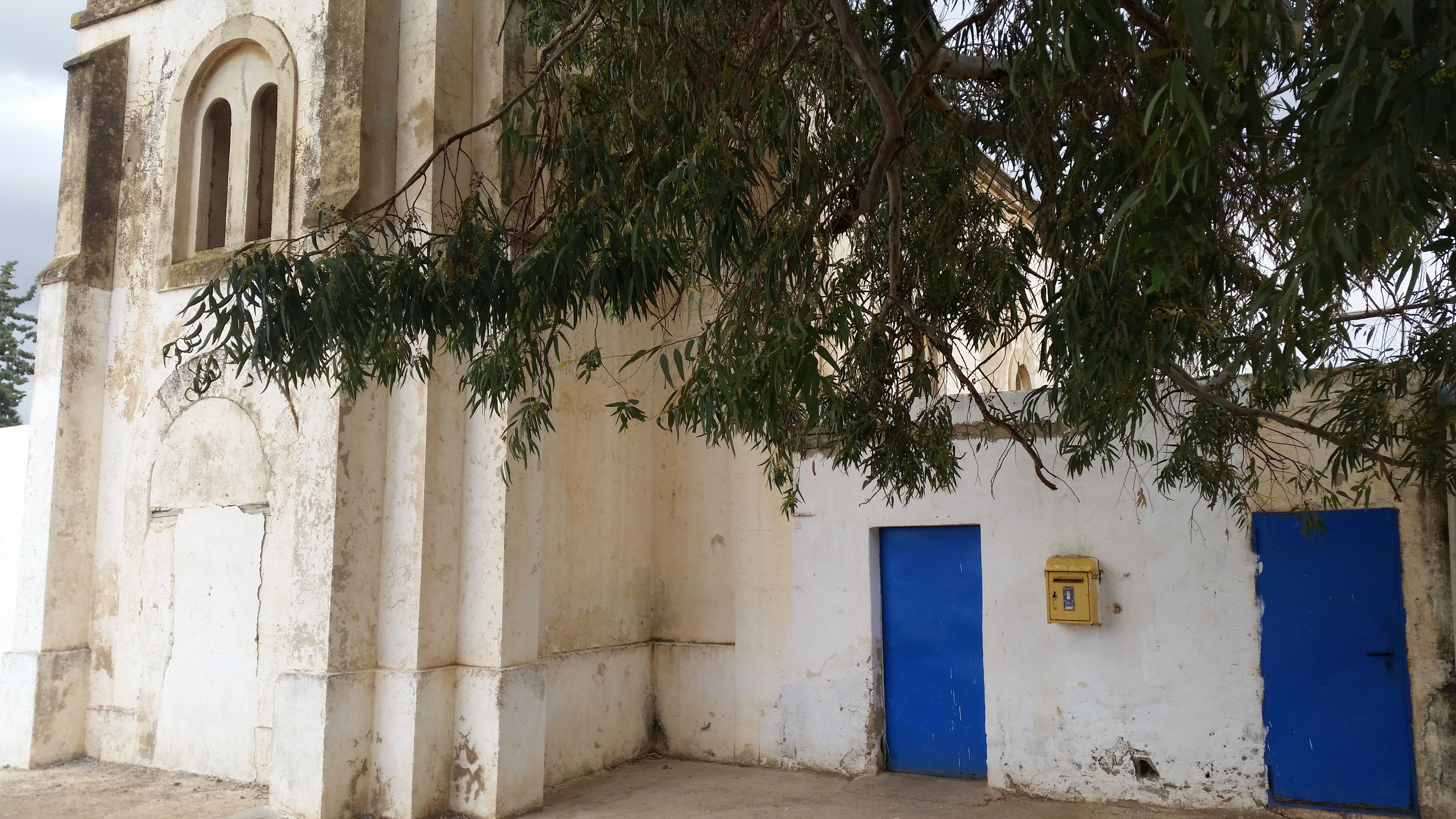
Façade ouest.
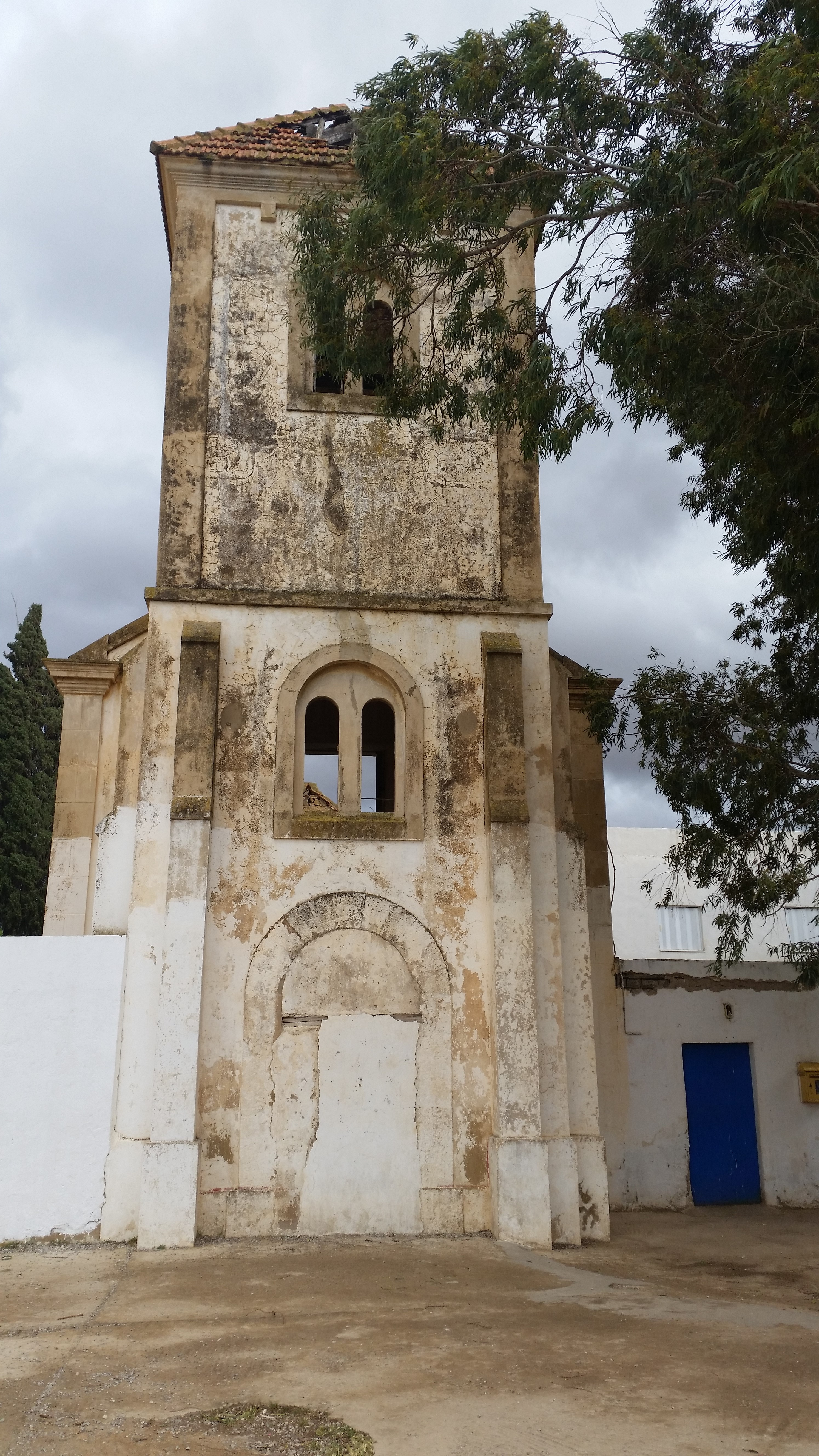
Façade nord du clocher.
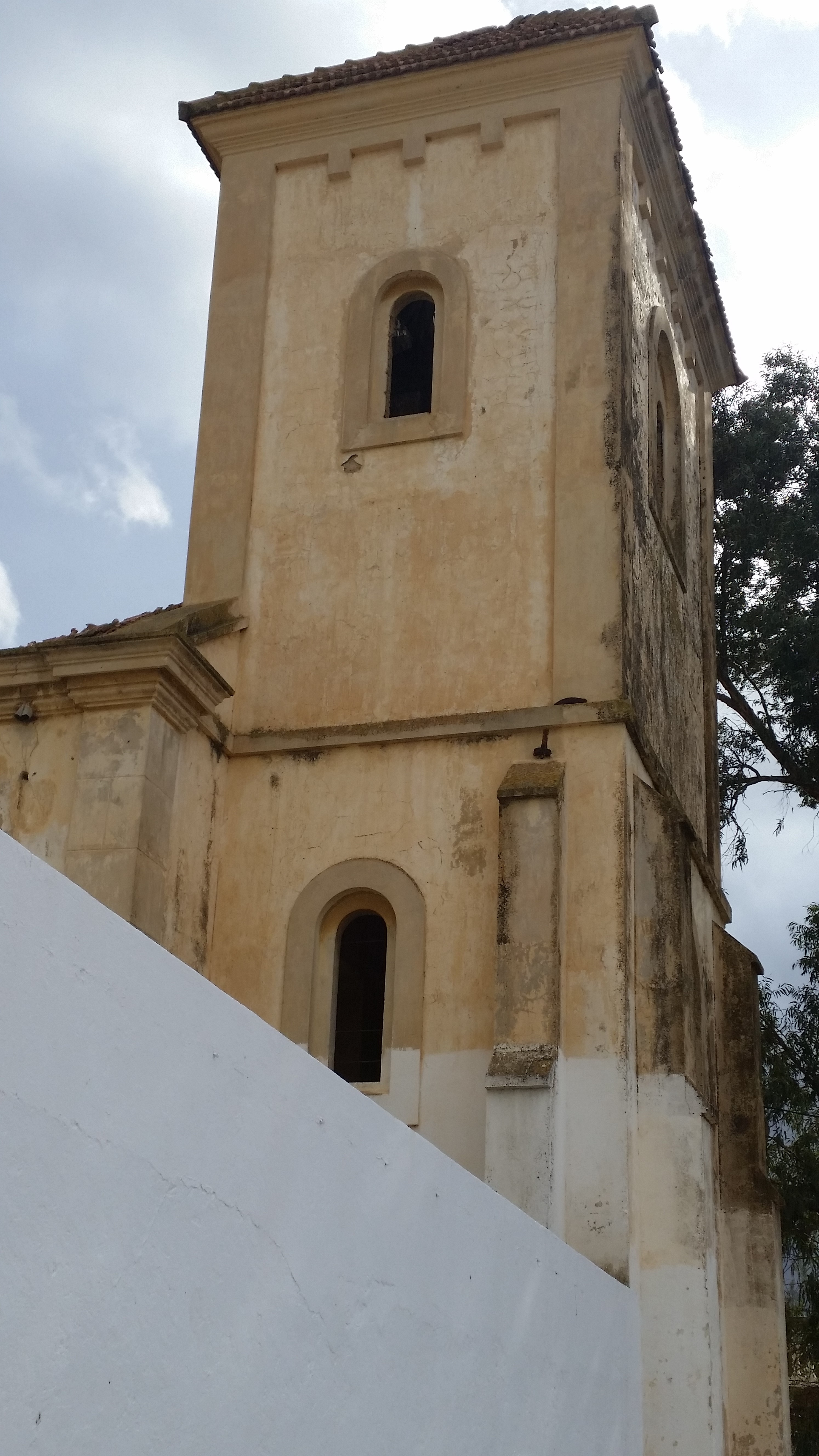
Façade est du clocher.
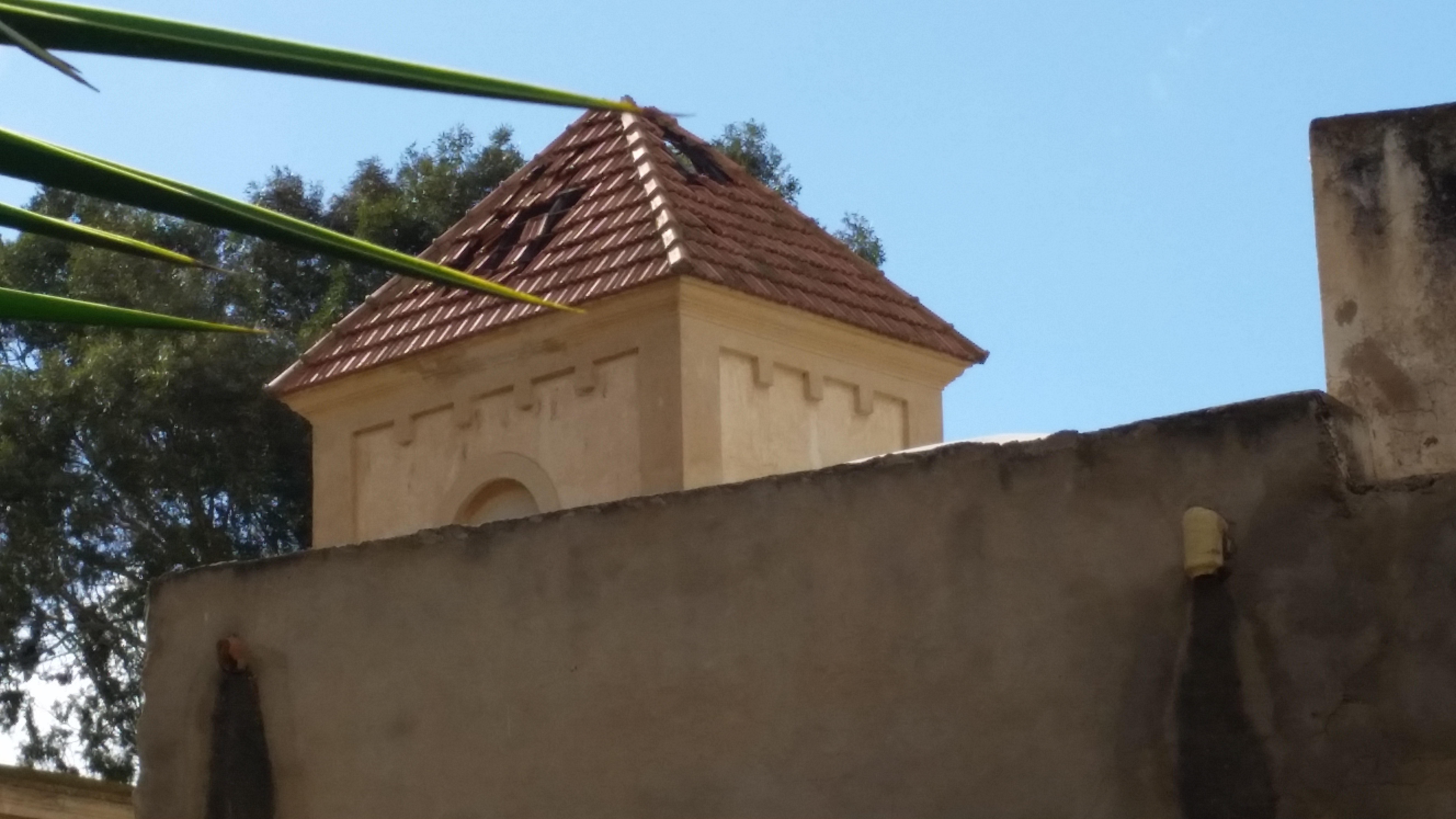
Arrière du clocher.